# Nojim Maiyegun
Nojim Maiyegun (Lagos, 21 febbraio 1944 – Vienna, 26 agosto 2024) è stato un pugile nigeriano.

## Palmarès
- Giochi olimpici

Tokyo 1964: bronzo nei pesi medioleggeri.
- Giochi del Commonwealth

Kingston 1966: bronzo nei pesi medioleggeri.